# Cássio Ramos
Cássio Roberto Ramos (Veranópolis, 6 de junho de 1987) é um futebolista brasileiro que atua como goleiro. Atualmente joga pelo Cruzeiro.
Cássio começou sua carreira no Grêmio e, em pouco tempo jogando no clube, foi promovido à equipe principal. Passou pelos clubes europeus PSV Eindhoven, onde conquistou o título da Eredivisie 2007–08 e o título da Supercopa dos Países Baixos de 2008, e pelo clube Sparta Rotterdam, até chegar ao Corinthians no final de 2011.
Desde que chegou ao Timão, conquistou dois títulos do Campeonato Brasileiro, quatro do Campeonato Paulista, um da Libertadores, um da Recopa Sul-Americana e um do Mundial de Clubes da FIFA contra o Chelsea em 2012. Na ocasião, o goleiro conquistou a Bola de Ouro como Melhor Jogador do Mundial de Clubes e ainda foi eleito o Jogador Mais Valioso da final. Após a conquista do Campeonato Paulista de 2019, tornou-se o jogador com mais títulos na história do clube.
É considerado por grande parte da torcida alvinegra o maior goleiro da história do Corinthians, e, para alguns, o maior jogador da história do clube. Apelidado de "Gigante", Cássio destaca-se por sempre ser decisivo nos jogos e também por defender pênaltis. Em julho de 2022, tornou-se o goleiro que mais vezes vestiu a camisa do Timão. Em agosto de 2022, tornou-se o 2º jogador que mais vezes vestiu a camisa do Corinthians na história, atrás apenas de Wladimir. Em maio de 2024, seu ciclo com a camisa do Corinthians chegou ao fim e o jogador deixou o clube paulista.
A nível internacional, representou a Seleção Brasileira, realizando sua estreia em 2017 e sendo convocado para a Copa do Mundo de 2018 e para a Copa América de 2019.

## Carreira

### Grêmio
Cássio começou a carreira como profissional no Grêmio, após ser descoberto na cidade de Veranópolis. Fez a sua estreia no dia 12 de fevereiro de 2006, contra o Santa Cruz-RS pelo Campeonato Gaúcho. A sua partida mais importante foi contra o Fluminense, no dia 26 de outubro: ele entrou no lugar de Galatto, que estava lesionado, e deu uma assistência, da sua área, para o gol do atacante Germán Herrera.

### PSV Eindhoven e Sparta Rotterdam

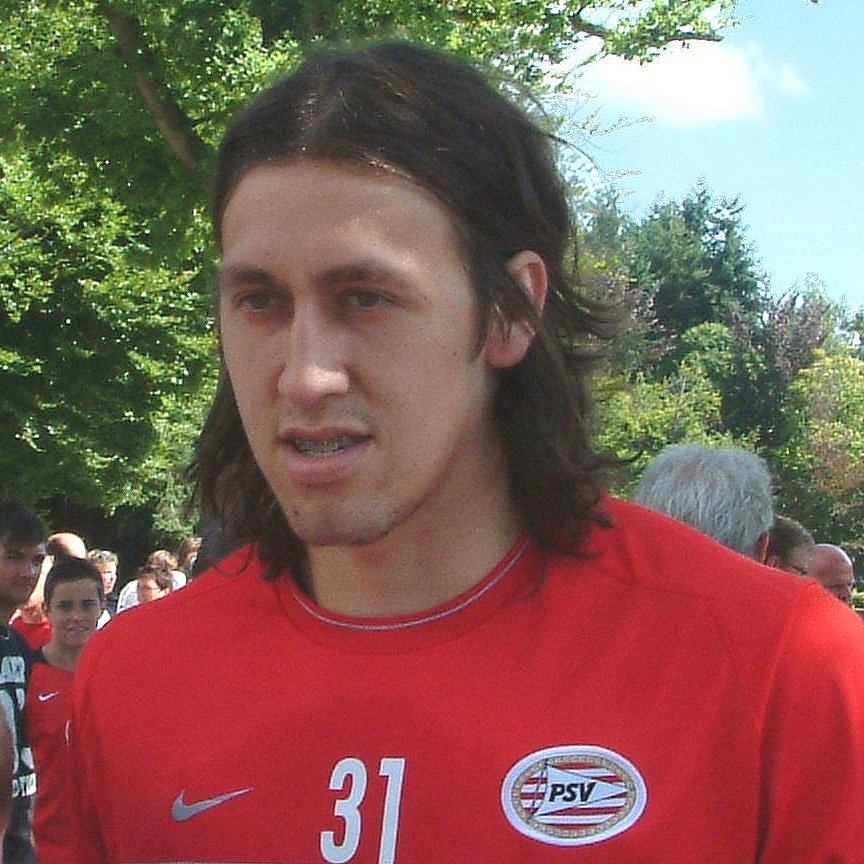
Cássio em treino do PSV

Em 25 de julho de 2007, na época com apenas 20 anos e seus 1,95 de altura, assinou um contrato de cinco anos com o PSV Eindhoven, da Holanda, por 1,5 milhões de euros (mais de R$ 4 milhões).
Ele permaneceu por um ano na reserva da equipe e teve a primeira chance na Eredivisie, no jogo contra o Roda JC no dia 18 de janeiro de 2009.
Na metade dessa temporada foi cedido por empréstimo para o Sparta Rotterdam, onde foi titular por quatorze jogos, antes de voltar ao PSV. Não participou da temporada 2009–10 como titular, mas jogou três partidas na temporada seguinte, defendendo a meta do PSV durante os 90 minutos da partida contra o Metalist Kharkiv, pela Liga Europa da UEFA. Em setembro de 2011, assinou a rescisão amigável do seu contrato com o PSV.

### Corinthians
No dia 9 de dezembro de 2011, após encerrar seu vínculo com o PSV Eindhoven, Cássio acertou contrato com o Corinthians até o final de 2015.

#### 2012
Apresentado oficialmente no dia 2 de fevereiro, o goleiro realizou sua estreia com a camisa do Corinthians no dia 28 de março, em uma vitória por 1 a 0 contra o XV de Piracicaba, no Pacaembu, pelo Campeonato Paulista. Em 27 de abril, Cássio assumiu a vaga de titular no gol do Timão que até então era de Júlio César. Estreou na Copa Libertadores no dia 2 de maio, em um empate por 0 a 0, contra o Emelec, pelas oitavas-de-final. Com grande atuação, o goleiro foi eleito o nome do jogo.
| “                            | O pessoal do Corinthians sabia do meu trabalho, quando me contratou. Saio feliz por ter feito um bom trabalho e por ter o apoio de todo mundo. | ” |
| — Cássio, sobre sua atuação. | |   |

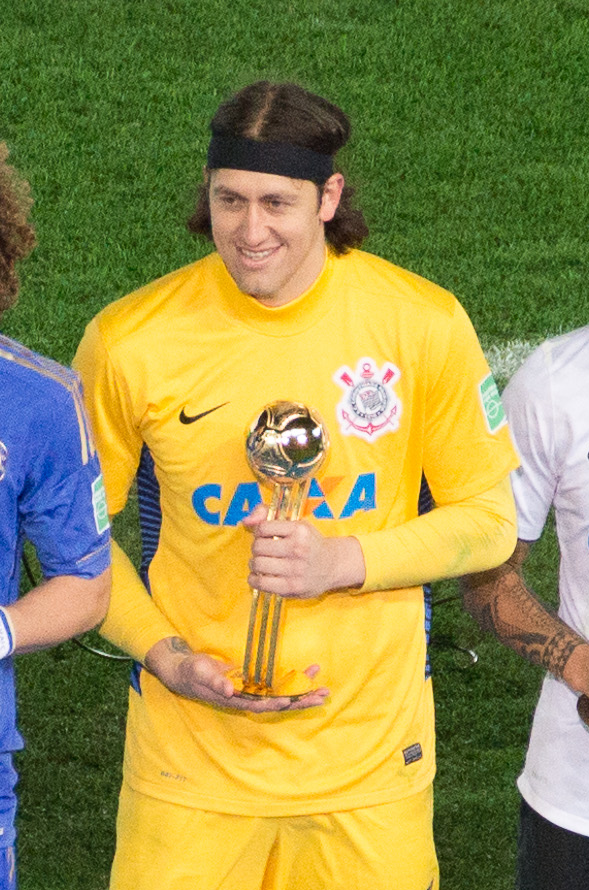
Cássio com a Bola de Ouro do Mundial de Clubes da FIFA de 2012

No dia 9 de maio, na partida contra o Emelec onde o Corinthians venceu por 3 a 0 e se classificou para as quartas de final, Cássio novamente teve uma boa atuação. Estreou no Campeonato Brasileiro no dia 20 de maio, em uma partida contra o Fluminense. Cássio era o único titular na equipe reserva, e a equipe paulista perdeu de 1 a 0. Já no dia 23 de maio, durante a partida das quartas-de-finais da Libertadores contra o Vasco da Gama, Cássio fez uma defesa considerada "milagrosa" em chute do meia vascaíno Diego Souza, que ajudou a levar o Corinthians às semifinais da competição, onde o resultado foi 1 a 0, com gol de Paulinho aos 42 minutos do segundo tempo.
No dia 13 de junho teve outra grande atuação, com grandes defesas nas semifinais da Libertadores contra o Santos, a quem o Corinthians venceu por 1 a 0. Foi o primeiro goleiro corintiano a jogar uma final de Libertadores no dia 27 de junho, onde o time enfrentou o Boca Juniors na La Bombonera. O jogo terminou empatado em 1 a 1. Cássio foi importante na partida, apesar de tomar o segundo gol na competição novamente fez uma boa defesa. E jogou novamente no segundo jogo da final em São Paulo, no dia 4 de julho, consagrando-se campeão da Copa Libertadores. Foi escolhido como o goleiro da seleção da Libertadores 2012.
No dia 16 de dezembro, fez uma excelente partida contra o Chelsea na final do Mundial de Clubes da FIFA. Com diversas defesas, ajudou o Corinthians a sagrar-se campeão, sendo considerado pela equipe inglesa o principal responsável pela vitória corintiana sobre os Blues. Foi escolhido o melhor jogador da final e da competição.

#### 2013
No início do ano, em uma votação para eleger o melhor goleiro de 2012, Cássio foi o 7º colocado. Já no Campeonato Paulista, Cássio teve poucas partidas por conta de quatro lesões, mas voltou a jogar normalmente na primeira partida das oitavas de final da Copa Libertadores da América, contra o Boca Juniors. No dia 19 de maio, Cássio sagrou-se campeão do Campeonato Paulista. No dia 13 de julho, foi campeão da Recopa Sul-Americana em cima do rival São Paulo.

#### 2014
No dia 19 de março, chegou a marca de 100 jogos com a camisa do clube paulista, em uma vitória por 2 a 0, contra o Bahia de Feira, pela Copa do Brasil. Em 14 de julho, teve seu contrato renovado até o final de 2018. Sob o comando de Mano Menezes, mesmo não tendo conquistado nenhum título, Cássio foi um dos principais jogadores do Corinthians no Campeonato Brasileiro, ao lado de Paolo Guerrero.

#### 2015
Cássio começou o ano de 2015 se destacando positivamente e negativamente em clássicos. Em 8 de fevereiro, no clássico contra o Palmeiras, se destacou negativamente ao levar o segundo cartão amarelo e, consequentemente, foi expulso. Porém, no dia 8 de março, se destacou positivamente contra o São Paulo, ao defender um pênalti cobrado por Rogério Ceni e impedir o empate da equipe são-paulina. Outro destaque negativo foi a falha na partida contra o Guaraní, que colaborou para a derrota e eliminação do time da Libertadores.
Em função de sua queda de rendimento (junto com outros colegas de elenco), teve sua titularidade contestada por parte da torcida. Porém, com o passar dos jogos, voltou a fazer grandes defesas, e se destacou no Campeonato Brasileiro como o goleiro menos vazado. Em 15 de outubro, chegou a marca de 200 jogos com a camisa do Corinthians em uma vitória por 3 a 0 contra o Goiás, válida pelo Brasileirão. Ao final daquele ano, foi campeão brasileiro e ganhou o Prêmio Craque do Brasileirão.

#### 2016
No início de 2016, Cássio estava prestes a ser anunciado como reforço do Beşiktaş, porém a negociação não deu certo e o goleiro permaneceu no clube paulista. Em 10 de maio, renovou seu contrato até o final de 2019. No dia 9 de julho, tornou-se o quarto goleiro que mais vestiu a camisa do Corinthians. No dia 21 de setembro alcançou a marca de 250 jogos pelo Corinthians, em uma vitória por 1 a 0, contra o Fluminense, pela Copa do Brasil. Aquele foi um ano conturbado para o goleiro, que revelou que quase foi para o Grêmio, após perder a posição para Walter, reclamar publicamente do preparador de goleiros Mauri Lima e se desentender com a comissão técnica de Tite. Cássio só não saiu por causa de Andrés Sanchez, que conversou com o atleta e devolveu sua confiança. O arqueiro admitiu que errou:
| “ | Acho que eu tinha perdido um pouco o foco. Eu me deixei levar um pouco, fui por embalo, talvez as companhias, parei de abrir mão do que acontecia fora de campo e saí do trilho. Depois ainda dei uma entrevista muito mal (reclamando do preparador de goleiros Mauri Lima), eu podia ter conversado com ele e não ter falado, enfim... Eu me descuidei, e o Walter também estava, como sempre, superbem. | ” |
|   | |   |

A situação de reserva, porém, durou pouco. Oito jogos após assumir a titularidade, Walter se lesionou, e o camisa 12 voltou à meta, em uma derrota por 1 a 0, contra o Fluminense, pelo Campeonato Brasileiro. Nesta reestreia, chegou a pegar um pênalti cobrado por Cícero, que foi mais rápido no rebote e colocou para as redes, e, já sem Tite - que havia aceitado o convite para comandar a seleção brasileira -, recuperou a titularidade.

#### 2017
No dia 18 de janeiro, em seu primeiro jogo no ano, levou o clube a final do torneio da Florida Cup após a goleada de 4 a 1 sobre o Vasco da Gama na semifinal. No dia 21 de janeiro jogou a final contra o arquirrival São Paulo, tendo perdido por 4 a 3 nas penalidades, após um empate de 0 a 0.  No dia 7 de maio, o Corinthians empatou em 1 a 1 com a Ponte Preta e conquistou o título do Campeonato Paulista, Cássio foi o capitão e se tornou o primeiro goleiro a levantar um troféu pelo Corinthians em sua nova arena. Em 2 de agosto, chegou a marca de 300 jogos com a camisa do Corinthians, em uma vitória por 2  a 0, contra o Atlético Mineiro, pelo Campeonato Brasileiro. Também ajudou o time a conquistar o Campeonato Brasileiro.

#### 2018
Cássio fez seu primeiro jogo do ano contra o PSV, seu ex-clube, em uma partida válida pela Florida Cup. Em 8 de abril foi campeão do Campeonato Paulista, onde novamente foi destaque, defendendo dois pênaltis (cobrados por Dudu e Lucas Lima) na final contra o Palmeiras, em pleno Allianz Parque. Em 13 de maio, chegou a marca de 350 jogos com a camisa do Corinthians, em uma vitória por 1 a 0, contra o arquirrival Palmeiras, pelo Campeonato Brasileiro.
Ainda no Campeonato Brasileiro, o Corinthians ficou na 13º colocação, dois pontos na frente da zona do rebaixamento. Muitos da imprensa afirmaram que o Corinthians só não foi rebaixado pelas atuações de Cássio, dando destaque para a partida contra o Botafogo, em que Cássio fez grandes defesas e evitou a derrota. Por essa atuação, o goleiro foi repercussão no mundo todo, dando destaque a um torcedor do Liverpool, que fez uma publicação dizendo que seu time havia comprado o "brasileiro errado", fazendo uma alusão ao goleiro Alisson, que tinha sido anunciado dias antes. Também foi eleito o melhor goleiro da Copa do Brasil, torneio em que o Corinthians ficou com o vice-campeonato.

#### 2019
Em 21 de janeiro, teve seu contrato renovado até o final de 2022. Em 20 de março, chegou a marca de 400 jogos com a camisa do Corinthians, em uma vitória por 1 a 0, contra o Ituano, pelo Campeonato Paulista. Já no dia 21 de abril, foi campeão em cima do rival São Paulo, sendo tri campeão paulista e consagrando o Corinthians com seu 30º titulo estadual. Mais tarde, naquele ano, no dia 8 de dezembro, fechou o ano com a marca de 450 jogos com a camisa do Corinthians, em uma derrota por 2 a 1, contra o Fluminense, na última rodada do Campeonato Brasileiro.

#### 2020
Teve grande atuação no dia 22 de julho, pelo Campeonato Paulista, na vitória por 1 a 0 contra o Palmeiras. Porém, durante aquele ano, sofreu mais uma vez com quedas de rendimento e críticas da torcida. Após a goleada por 5 a 1 sofrida pelo Flamengo, no dia 18 de outubro, chegou a cogitar mais uma vez a sua saída do clube. No entanto, a diretoria alvinegra conversou com o camisa 12 para demonstrar apoio e garantiu que não existia a menor possibilidade de o ídolo corintiano sair.
No final do ano, no dia 21 de dezembro, em uma partida contra o Goiás, deixou a Neo Química Arena de ambulância após uma trombada forte com o atacante Vinícius na região da cabeça. Foi levado consciente de ambulância para o hospital. O goleiro não teve diagnosticado nenhum dano após exames detalhados de tomografia e ressonância magnética, porém precisou ficar em observação na UTI. No dia 23 de dezembro, recebeu alta do hospital. Ficou de fora do último jogo do ano contra o Botafogo, no dia 27 de dezembro.

#### 2021
Após a trombada na cabeça, retornou aos gramados no dia 13 de janeiro de 2021, em uma vitória por goleada de 5 a 0 contra o Fluminense, pelo Campeonato Brasileiro de 2020. Em 28 de janeiro, chegou a marca de 500 jogos com a camisa do Corinthians, em uma derrota por 2 a 1 contra o Bahia, pelo Campeonato Brasileiro 2020. Em 25 de fevereiro, sua boa atuação em empate de 0 a 0 contra o Internacional, na última rodada do Brasileirão, lhe rendeu elogios pela torcida flamenguista nas redes sociais, uma vez que o Flamengo perdeu para o São Paulo (em jogo encerrado antes) e uma vitória gaúcha lhe tiraria o título nacional. No dia 23 de março de 2021, defendeu um pênalti contra o Mirassol, em uma vitória por 1 a 0 pelo Campeonato Paulista de 2021, e chegou a marca de 20 cobranças de pênaltis defendidas pelo Corinthians.
No final de abril, em uma votação popular, Cássio foi o goleiro mais votado para o time da temporada do futebol brasileiro em 2020, sendo considerado "logicamente" pela maioria das pessoas que votaram como o Melhor Goleiro da Temporada 2020 do Futebol Brasileiro, desbancando fortes concorrentes como o goleiro Weverton, do Palmeiras. Essa votação popular foi feita pelo site ge (antigo GloboEsporte) junto com o jogo PES 2021. Em maio, na partida diante do Sport Huancayo, Cássio se tornou o primeiro jogador do Corinthians a jogar pelo clube em todos os países da Conmebol. Em 26 de maio, alcançou a marca de 200 jogos na Neo Química Arena, em uma vitória por 4 a 0 contra o River Plate-PAR, pela Copa Sul-Americana. Em 25 de setembro, alcançou a marca de 100 clássicos disputados com a camisa do Corinthians.
Em 02 de outubro, alcançou a marca de 550 jogos com a camisa do Corinthians, em um empate por 2-2 contra o Red Bull Bragantino, pelo Campeonato Brasileiro 2021 e igualou a marca do atacante Cláudio, o maior artilheiro do clube. Em 05 de outubro, ultrapassou Cláudio e alcançou a marca de Vaguinho com 551 jogos. Já em 09 de outubro, ultrapassou Vaguinho ao alcançar a marca de 552 jogos e se tornou o 6º jogador que mais vezes vestiu a camisa do Corinthians. Em 13 de outubro, após a vitória por 1-0 contra o Fluminense, pelo Campeonato Brasileiro 2021, se tornou o goleiro com mais partidas sem levar gol, chegando a marca de 236 jogos.

#### 2022

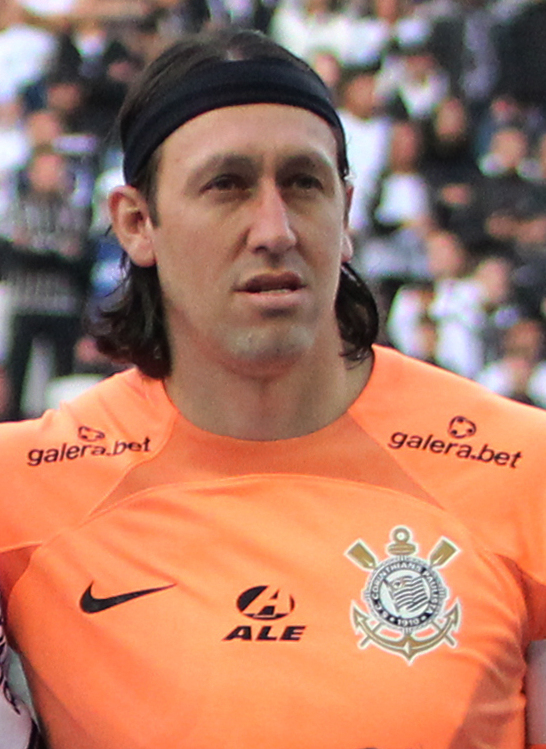
Cássio em 2022.

No dia 6 de janeiro de 2022, renovou o seu contrato com o Corinthians por mais dois anos, até o fim de 2024. Em março, na partida de quartas-de-final do Campeonato Paulista, contra o Guarani, na Neo Química Arena, defendeu um pênalti nas cobranças alternadas, garantindo a vaga do alvinegro para a semifinal. Em 27 de abril, na vitória por 2-0 contra o Boca Juniors, na Neo Química Arena, Cássio se tornou o atleta com mais jogos pelo Corinthians na Copa Libertadores da América. Com 45 partidas disputadas na competição, o goleiro deixou para trás o volante Ralf, que tinha 44 partidas disputadas.
Em 4 de junho, chegou a marca de 590 jogos com a camisa do Corinthians, igualando a marca de Biro-Biro e ficando em 5º lugar dos jogadores que mais vezes vestiram a camisa do clube paulista. Em 2 de julho, chegou a marca de 598 jogos com a camisa do Corinthians, igualando a marca de Zé Maria e alcançando o 4º lugar. Em 5 de julho, Cássio foi o protagonista no empate por 0-0 pelo jogo de volta das oitavas-de-final contra o Boca Juniors, em La Bombonera, pela Libertadores 2022; a partida foi para os pênaltis e o arqueiro defendeu duas cobranças, ajudando o alvinegro a se classificar para as quartas-de-final, algo que não acontecia desde 2012. Em 10 de julho, chegou a marca de 600 jogos com a camisa do Corinthians, na vitória por 1-0 contra o Flamengo, na Neo Química Arena, pelo Campeonato Brasileiro 2022.
Em 20 de julho, chegou a marca de 602 jogos com a camisa do Corinthians, igualando a marca de Ronaldo Giovanelli. Em 27 de julho, chegou a marca de 603 jogos, ultrapassando Ronaldo Giovanelli e se tornando o goleiro que mais vezes vestiu a camisa do Corinthians. Em 9 de agosto, chegou a marca de 607 jogos com a camisa do Corinthians, igualando a marca de Luizinho. Em 13 de agosto, chegou a marca de 608 jogos, ultrapassando Luizinho e se tornando o 2º jogador que mais vezes vestiu a camisa do Corinthians na história do clube. Terminou a temporada novamente como um dos jogadores mais importantes do Corinthians, jogando 64 partidas em 6.205 minutos.

#### 2023
Em 26 de abril de 2023, chegou a 28 pênaltis defendidos, ultrapassando Ronaldo Giovanelli e se tornando o maior pegador de pênaltis da história do Corinthians. Em 14 de maio, chegou a marca de 650 jogos com a camisa do Corinthians. Na noite de 29 de agosto, foi difícil até dizer quantas defesas Cássio fez em La Plata. Ele foi decisivo com várias intervenções. Nos pênaltis, pegou o de Rollheiser e viu outros dois erros. Na classificação do Corinthians para semifinal da Copa Sul-Americana, o Timão venceu o Estudiantes nos pênaltis por 3 a 2.  Em uma partida contra o Atlético Mineiro, Cássio protagonizou um lance que ganhou atenção da mídia. Em uma cobrança de falta feita pelo adversário e ex-colega Pedrinho, o goleiro deliberadamente deixou que a bola entrasse no gol, assustando a torcida e o seu próprio técnico na ocasião, Mano Menezes. O gol, contudo, foi anulado, pois tratava-se de um tiro livre indireto, ou seja, seriam necessários no mínimo dois toques para um gol ser válido; Cássio foi exaltado pelo conhecimento demonstrado sobre as regras.

#### 2024
Em 7 de fevereiro, chegou a marca de setecentos jogos com a camisa do Corinthians. Em 18 de fevereiro, no empate por 2-2 no Derby Paulista, pelo Campeonato Paulista 2024, o goleiro foi expulso e teve um trauma no quadril. Em abril, após derrota do Corinthians para o Argentinos Juniors pela Copa Sul-Americana, Cássio foi alvo de críticas pela sua queda de rendimento durante a temporada. Para a partida seguinte, o técnico António Oliveira promoveu o então reserva, Carlos Miguel, para a titularidade e relegou Cássio ao banco. Em 17 de maio, acertou sua recisão com o Corinthians. O jogador vinha dando sinais de esgotamento depois de cometer algumas falhas e desabafar sobre o momento que vinha atravessando:
| “ | Se eu estiver atrapalhando o Corinthians, se não estiver agradando... Para mim está muito difícil também. Tudo de errado que acontece no Corinthians sobra para mim. O time leva gol e a culpa é do Cássio. Toma um gol de pênalti e a culpa é do Cássio – desabafou o goleiro. | ” |

Cássio compareceu ao CT Joaquim Grava, ficou de fora do treinamento e se despediu de seus colegas. Ao sair do CT, o presidente Augusto Melo, comentou a saída do jogador:
| “ | O que for melhor para ele, sempre. Uma pena, ídolo nosso, mas faz parte. Vida que segue, que seja feliz. É nosso maior ídolo, tentamos de tudo. Prevaleceu a vontade dele, a gente apoia sempre, desejamos tudo de melhor, disse Augusto Melo. | ” |

Também se despediu de forma oficial do clube. Em 18 de maio, concedeu sua última coletiva pelo Corinthians. O Corinthians quis prorrogar o vínculo do jogador até 2026, mas nem isso adiantou. O atleta reforçou que sua intenção de sair não tinha relação com aspectos financeiros ou contratuais. Foram 12 anos no clube alvinegro, 712 jogos com a camisa do timão, se firmando como o segundo jogador que mais vezes vestiu a camisa do alvinegro paulista na história, e 9 títulos conquistados.

### Cruzeiro
Em 21 de maio de 2024, o Cruzeiro anunciou oficialmente a contratação de Cássio; o goleiro assinou um contrato até o final de 2027. Cássio foi apresentado oficialmente um mês depois, em 20 de junho, escolhendo a camisa de número um. Fez sua estreia em 13 de julho, em uma vitória por 2–1 contra o Red Bull Bragantino, na Arena Independência, pelo Campeonato Brasileiro.

## Seleção Nacional

### Sub-20
O final de 2006, entretanto, reservava a Cássio um futuro melhor. Com a lesão de Marcelo Grohe, Cássio foi chamado para servir a Seleção Brasileira Sub-20 no Sul-Americano Sub-20, a ser realizado em 2007. Inicialmente, Cássio seria o terceiro goleiro do grupo. Contudo, o caso de doping de Felipe e uma doença contraída por Muriel fizeram com que Cássio assumisse a titularidade da Seleção.
Na fase final do Sul-Americano Sub-20 de 2007, o Brasil enfrentou o Uruguai, e estava vencendo por 3 a 0, mas no 2º tempo, a seleção Uruguaia teve um pênalti ao seu favor, cobrado por Edinson Cavani, mas Cássio defendeu e garantiu a larga vantagem brasileira, depois o próprio Cavani marcou para os Uruguaios, e o jogo terminou 3 a 1.
Mesmo após a recuperação de Muriel, Cássio seguiu como titular e a Seleção sagrou-se campeã do torneio.
Pela Seleção Sub-20 também atuou na Copa do Mundo Sub-20 2007.

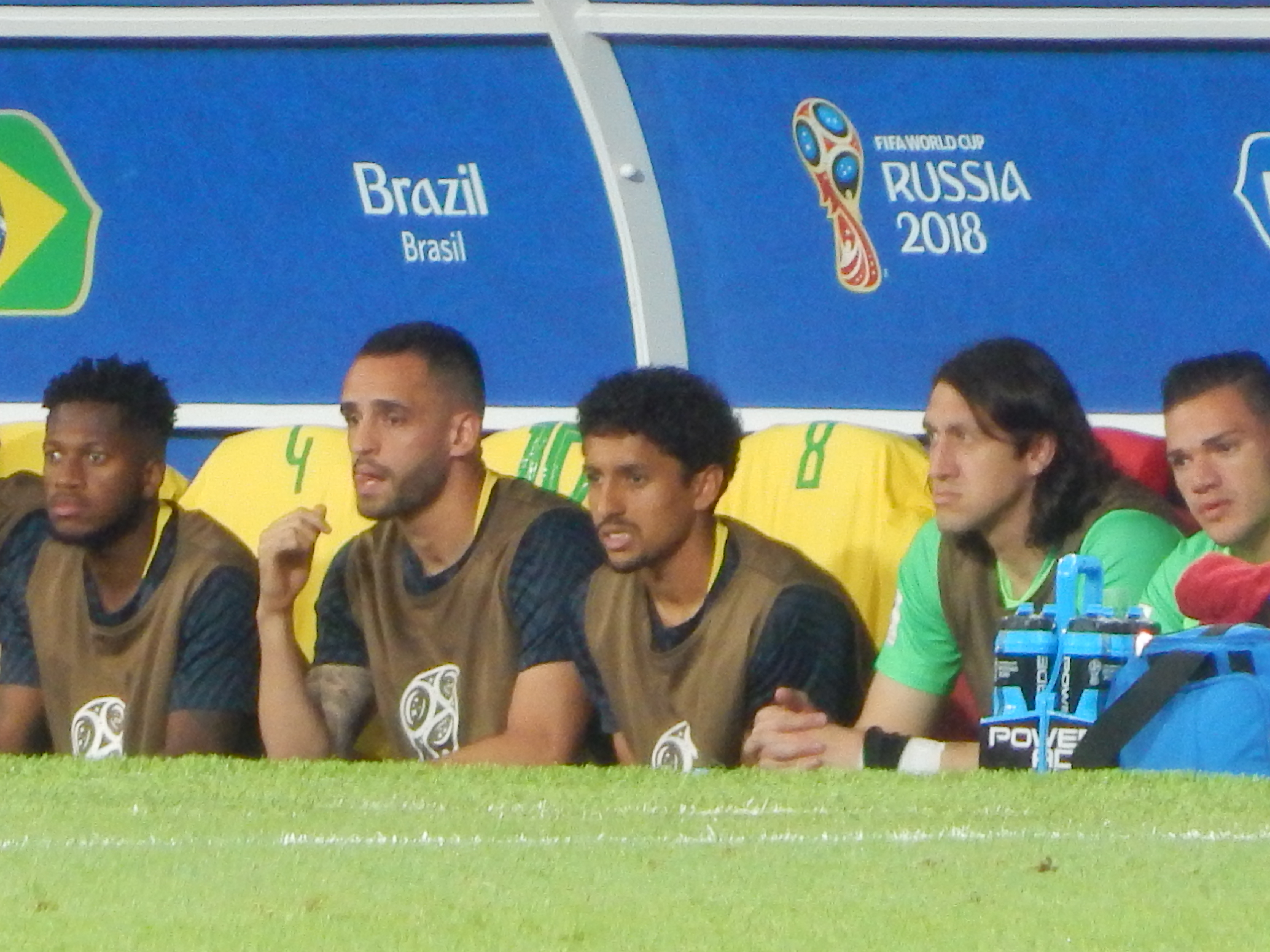
Cássio na Copa do Mundo de 2018.

### Principal
Em 21 de março de 2007, recebeu a sua primeira convocação para a Seleção principal, até então comandada pelo técnico Dunga. O goleiro, que atuava pelo Grêmio, foi convocado para a disputa dos amistosos contra Chile e Gana, após o corte do goleiro Helton.
No dia 23 de agosto de 2012, foi convocado por Mano Menezes para defender a Seleção Brasileira nos amistosos contra África do Sul e China, nos dias 7 (em São Paulo) e 10 (em Recife) de setembro.
Em 22 de outubro de 2015, após ótima temporada, foi convocado novamente pelo técnico Dunga para os jogos das Eliminatórias da Copa do Mundo FIFA de 2018 contra a Argentina e Peru nos dias 12 de novembro (em Buenos Aires) e 17 de novembro (em Salvador).
No dia 10 de agosto de 2017, fazendo a melhor temporada de sua carreira, foi convocado pelo técnico Tite para os jogos das Eliminatórias da Copa do Mundo contra a Equador e Colômbia nos dias 31 de agosto (em Porto Alegre) e 5 de setembro (em Barranquilla).

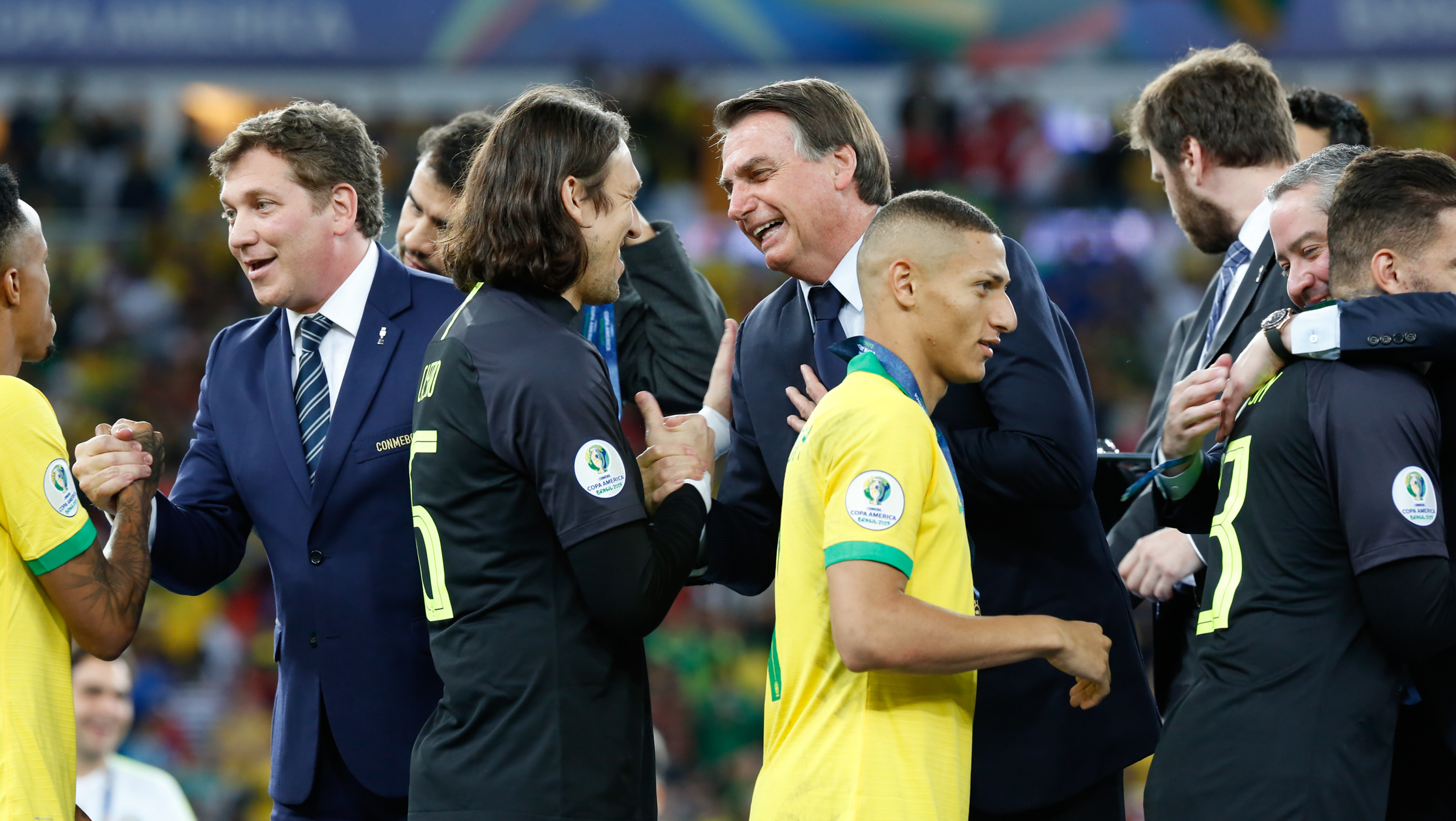
Cássio recebendo a medalha da Copa América de 2019.

Em 15 de setembro de 2017, foi chamado por Tite para os dois últimos jogos das Eliminatórias da Copa do Mundo contra a Bolívia e Chile nos dias 5 de outubro (em La Paz) e 10 de outubro (em São Paulo).
No dia 10 de novembro de 2017, Cássio fez sua estreia pela seleção, em um duelo contra o Japão.
Foi convocado para a Copa do Mundo FIFA de 2018 e para a Copa América de 2019, sendo campeão do torneio sul-americano.

## Estatísticas

### Clubes
Abaixo estão listados todos os jogos e assistências do futebolista por clubes.
| Clube             | Temporada         | Campeonato nacional | Campeonato nacional | Copa nacional[a] | Copa nacional[a] | Competições continentais[b] | Competições continentais[b] | Outros torneios[c] | Outros torneios[c] | Total | Total   |
| Clube             | Temporada         | Jogos               | Assist.             | Jogos            | Assist.          | Jogos                       | Assist.                     | Jogos              | Assist.            | Jogos | Assist. |
| ----------------- | ----------------- | ------------------- | ------------------- | ---------------- | ---------------- | --------------------------- | --------------------------- | ------------------ | ------------------ | ----- | ------- |
| Grêmio            | 2006              | 1                   | 1                   | —                | —                | —                           | —                           | 2                  | 0                  | 3     | 1       |
| Grêmio            | Total             | 1                   | 1                   | —                | —                | —                           | —                           | 2                  | 0                  | 3     | 1       |
| PSV               | 2007–08           | —                   | —                   | 1                | 0                | —                           | —                           | —                  | —                  | 1     | 0       |
| PSV               | 2008–09           | 1                   | 0                   | —                | —                | —                           | —                           | —                  | —                  | 1     | 0       |
| PSV               | 2009–10           |                     |                     | —                | —                | —                           | —                           | —                  | —                  | —     | —       |
| PSV               | 2010–11           | 3                   | 0                   | —                | —                | 1                           | 0                           | —                  | —                  | 4     | 0       |
| PSV               | Total             | 4                   | 0                   | 1                | 0                | 1                           | 0                           | 0                  | 0                  | 6     | 0       |
| Sparta Rotterdam  | 2008–09           | 14                  | 0                   | —                | —                | —                           | —                           | —                  | —                  | 14    | 0       |
| Sparta Rotterdam  | Total             | 14                  | 0                   | —                | —                | —                           | —                           | —                  | —                  | 14    | 0       |
| Corinthians       | 2012              | 32                  | 0                   | —                | —                | 10                          | 0                           | 1                  | 0                  | 43    | 0       |
| Corinthians       | 2013              | 29                  | 0                   | 3                | 0                | 9                           | 0                           | 8                  | 0                  | 49    | 0       |
| Corinthians       | 2014              | 35                  | 1                   | 8                | 0                | —                           | —                           | 8                  | 0                  | 52    | 1       |
| Corinthians       | 2015              | 35                  | 0                   | 2                | 0                | 10                          | 0                           | 13                 | 0                  | 63    | 0       |
| Corinthians       | 2016              | 21                  | 0                   | 2                | 0                | 8                           | 0                           | 13                 | 0                  | 45    | 0       |
| Corinthians       | 2017              | 35                  | 0                   | 6                | 0                | 6                           | 1                           | 17                 | 0                  | 67    | 1       |
| Corinthians       | 2018              | 27                  | 0                   | 8                | 0                | 7                           | 0                           | 18                 | 0                  | 63    | 0       |
| Corinthians       | 2019              | 32                  | 0                   | 7                | 0                | 10                          | 0                           | 18                 | 0                  | 68    | 0       |
| Corinthians       | 2020              | 36                  | 0                   | 2                | 0                | 2                           | 0                           | 15                 | 0                  | 45    | 0       |
| Corinthians       | 2021              | 37                  | 0                   | 4                | 0                | 6                           | 0                           | 11                 | 0                  | 69    | 0       |
| Corinthians       | 2022              | 34                  | 0                   | 9                | 0                | 9                           | 0                           | 12                 | 0                  | 64    | 0       |
| Corinthians       | 2023              | 37                  | 0                   | 8                | 0                | 10                          | 0                           | 11                 | 0                  | 66    | 0       |
| Corinthians       | 2024              | 3                   | 0                   | 1                | 0                | 3                           | 0                           | 10                 | 0                  | 18    | 0       |
| Total             | Total             | 393                 | 1                   | 60               | 0                | 90                          | 1                           | 155                | 0                  | 712   | 2       |
| Total na carreira | Total na carreira | 412                 | 2                   | 61               | 0                | 91                          | 1                           | 157                | 0                  | 735   | 3       |

- a. ^ Jogos da Copa do Brasil e Copa KNVB
- b. ^ Jogos da Europa League, Copa Libertadores, Copa Sul-Americana, Mundial de Clubes e Recopa
- c. ^ Jogos do Campeonato Paulista e Campeonato Gaúcho

### Seleção Brasileira
Abaixo estão listados todos jogos do futebolista pela Seleção Brasileira, desde as categorias de base.[carece de fontes?]
Seleção Principal
- 2017: 1 (amistoso)

Seleção Sub–20
- 2007: 11 (Mundial: 4; Sul-Americano: 7)

## Títulos
Grêmio
- Campeonato Gaúcho: 2006

PSV Eindhoven
- Eredivisie: 2007–08
- Supercopa dos Países Baixos: 2008

Corinthians
- Copa Libertadores da América: 2012
- Copa do Mundo de Clubes da FIFA: 2012
- Campeonato Paulista: 2013, 2017, 2018 e 2019
- Recopa Sul-Americana: 2013
- Campeonato Brasileiro: 2015 e 2017

Seleção Brasileira
- Copa América: 2019
- Campeonato Sul-Americano Sub-20: 2007
- Superclássico das Américas: 2012

### Honrarias
- Jogador com mais títulos na história do Corinthians[155] (9 títulos)
- Goleiro com mais jogos na história do Corinthians[12] (712 jogos)
- Goleiro que mais pegou pênaltis na história do Corinthians[156] (32 pênaltis)
- 2° jogador com mais jogos pelo Corinthians[157] (712 jogos)
- Jogador com mais jogos pelo Brasileirão na história do Corinthians[158] (393 jogos)
- Jogador com mais jogos pela Copa do Brasil na história do Corinthians[159] (60 jogos)
- Jogador com mais jogos pela Copa Libertadores na história do Corinthians[160] (55 jogos)
- Melhor goleiro da América do Sul - 2012[161]
- 7° Melhor Goleiro do Mundo - 2012[162]
- Melhor goleiro do Futebol Brasileiro da Temporada 2020 (Pesquisa popular feita pelo site "ge")[163]
- Único jogador do Corinthians com jogos em todos os países da Conmebol
- Jogador com mais jogos na Neo Química Arena (289 jogos)
- Jogador com mais jogos internacionais pelo Corinthians
- Prêmio Goal Brasil: Melhor Goleiro do Brasileirão 2015[164]

### Prêmios individuais
| Ano  | Premiação                                 | Prêmio                  | Time        | Resultado | Ref.    |
| ---- | ----------------------------------------- | ----------------------- | ----------- | --------- | ------- |
| 2012 | Seleção da Libertadores                   | Melhor goleiro          | Corinthians | Venceu    | [ 165 ] |
| 2012 | Bola de Ouro do Mundial de Clubes da FIFA | Melhor jogador          | Corinthians | Venceu    | [ 166 ] |
| 2012 | Melhores do Mundial de Clubes da FIFA     | Melhor jogador da final | Corinthians | Venceu    | [ 166 ] |
| 2012 | Melhor goleiro do mundo pela IFFHS        | Melhor goleiro          | Corinthians | 7º lugar  | [ 167 ] |
| 2015 | Prêmio Craque do Brasileirão              | Melhor goleiro          | Corinthians | Venceu    | [ 168 ] |
| 2015 | Troféu Mesa Redonda                       | Melhor goleiro          | Corinthians | Venceu    | [ 169 ] |
| 2017 | Troféu Mesa Redonda                       | Melhor goleiro          | Corinthians | Venceu    |         |
| 2018 | Luva de Ouro da Copa do Brasil            | Melhor goleiro          | Corinthians | Venceu    | [ 170 ] |
| 2019 | Seleção do Campeonato Paulista            | Melhor goleiro          | Corinthians | Venceu    |         |
| 2019 | Seleção do Campeonato Paulista            | Craque da Galera        | Corinthians | Venceu    |         |
| 2020 | Seleção do Campeonato Paulista            | Melhor goleiro          | Corinthians | Venceu    | [ 171 ] |
| 2022 | Luva de Ouro da Copa do Brasil            | Melhor goleiro          | Corinthians | Venceu    | [ 172 ] |
| 2022 | Bola de Prata                             | Melhor Goleiro          | Corinthians | Venceu    | [ 173 ] |
| 2022 | Troféu Mesa Redonda                       | Melhor goleiro          | Corinthians | Venceu    | [ 174 ] |